# Hemiphractidae
Hemiphractidae (лат.) — семейство бесхвостых земноводных, обитающих в Южной Америке. Ранее описывались как подсемейство Hemiphractinae семейства квакш.

## Описание
Размеры колеблются от 1,5 до 11 см. По своему строению во многом похожи на квакш. Голова, как правило, среднего или маленького размера. Представители рода Hemiphractus имеют отчётливо треугольные головы. Глаза преимущественно крупные с горизонтальными зрачками.

## Образ жизни
Обитают в тропических и субтропических лесах. Встречаются на высотах до 2000-4000 м над уровнем моря. Довольно пугливы. Активны преимущественно ночью. Питаются мелкими беспозвоночными.

## Размножение

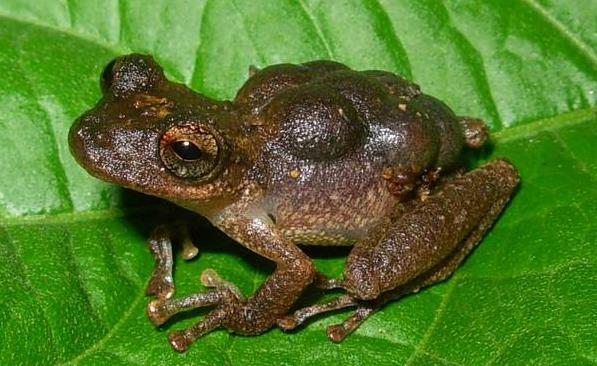
Самка Flectonotus pygmaeus с яйцами на спине

Необычной адаптацией в этом семействе является биология размножения, когда яйца развиваются в лягушат на спине самки (у большинства отсутствует стадия свободного плавания головастиков). За исключением представителей рода Hemiphractus яйца заключены в своеобразную сумку на спине. Самцы принимают активное участие в размещении яиц на спине или в сумке самки. У некоторых видов лягушата могут оставаться на спине у самок после вылупления.

## Распространение
Ареал охватывает тропическую и андскую Южную Америку, Коста-Рику, Панаму, а также Тринидад и Тобаго.

## Классификация
На октябрь 2018 года в семейство включают 2 подсемейства, 6 родов и 112 видов:
Cryptobatrachinae Frost et al., 2006
- Cryptobatrachus Ruthven, 1916 — Заботливые квакши (6 видов)
- Flectonotus Miranda-Ribeiro, 1926 — Щелеспинки (2 вида)

Hemiphractinae Peters, 1862
- Fritziana Mello-Leitão, 1937 — Выводковые квакши (6 видов)

- Fritziana fissilis (Miranda-Ribeiro, 1920) — Желобковая квакша
- Fritziana goeldii (Boulenger, 1895) — Квакша Гёльди
- Fritziana izecksohni Folly, Hepp, and Carvalho-e-Silva, 2018
- Fritziana ohausi (Wandolleck, 1907) — Бамбуковая квакша
- Fritziana tonimi Walker, Gasparini, and Haddad, 2016
- Fritziana ulei (Miranda-Ribeiro, 1926)

- Gastrotheca Fitzinger, 1843 — Сумчатые квакши (70 видов)
- Hemiphractus Wagler, 1828 — Квакши-треуголки (9 видов)
- Stefania Rivero, 1968 — Стефании (19 видов)

## Фото

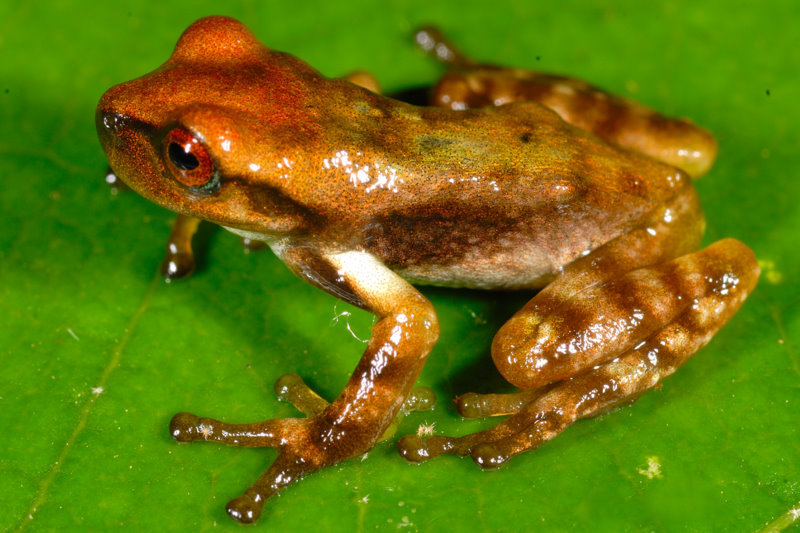
Gastrotheca antoniiochoai
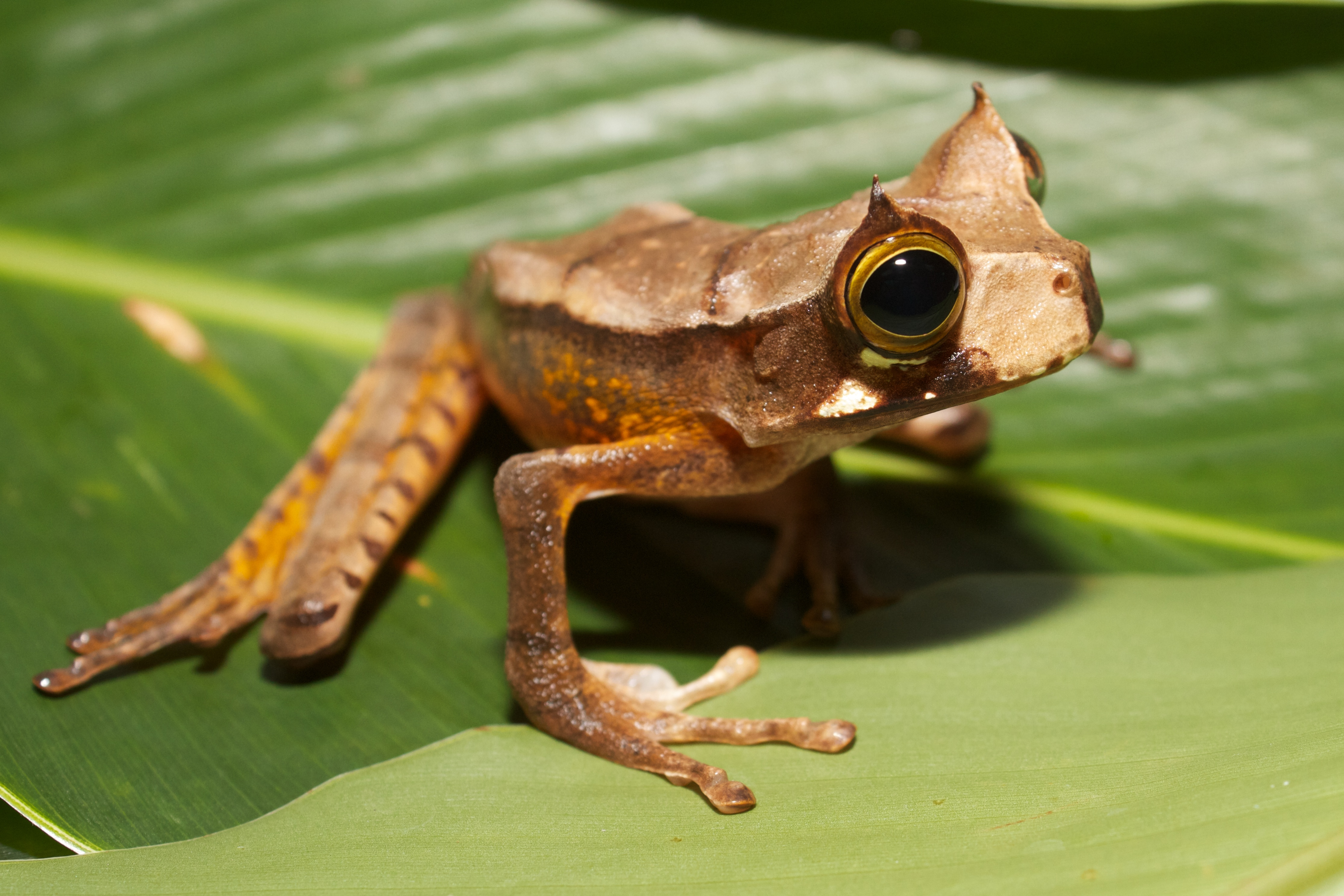
Рогатая сумчатая квакша
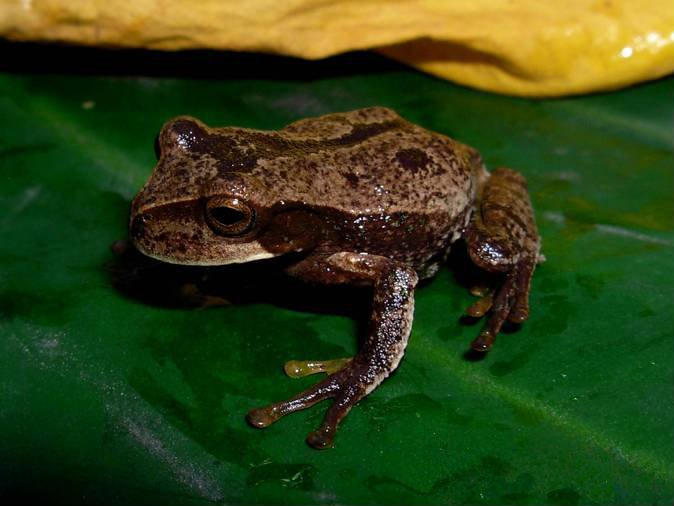
Gastrotheca argenteovirens
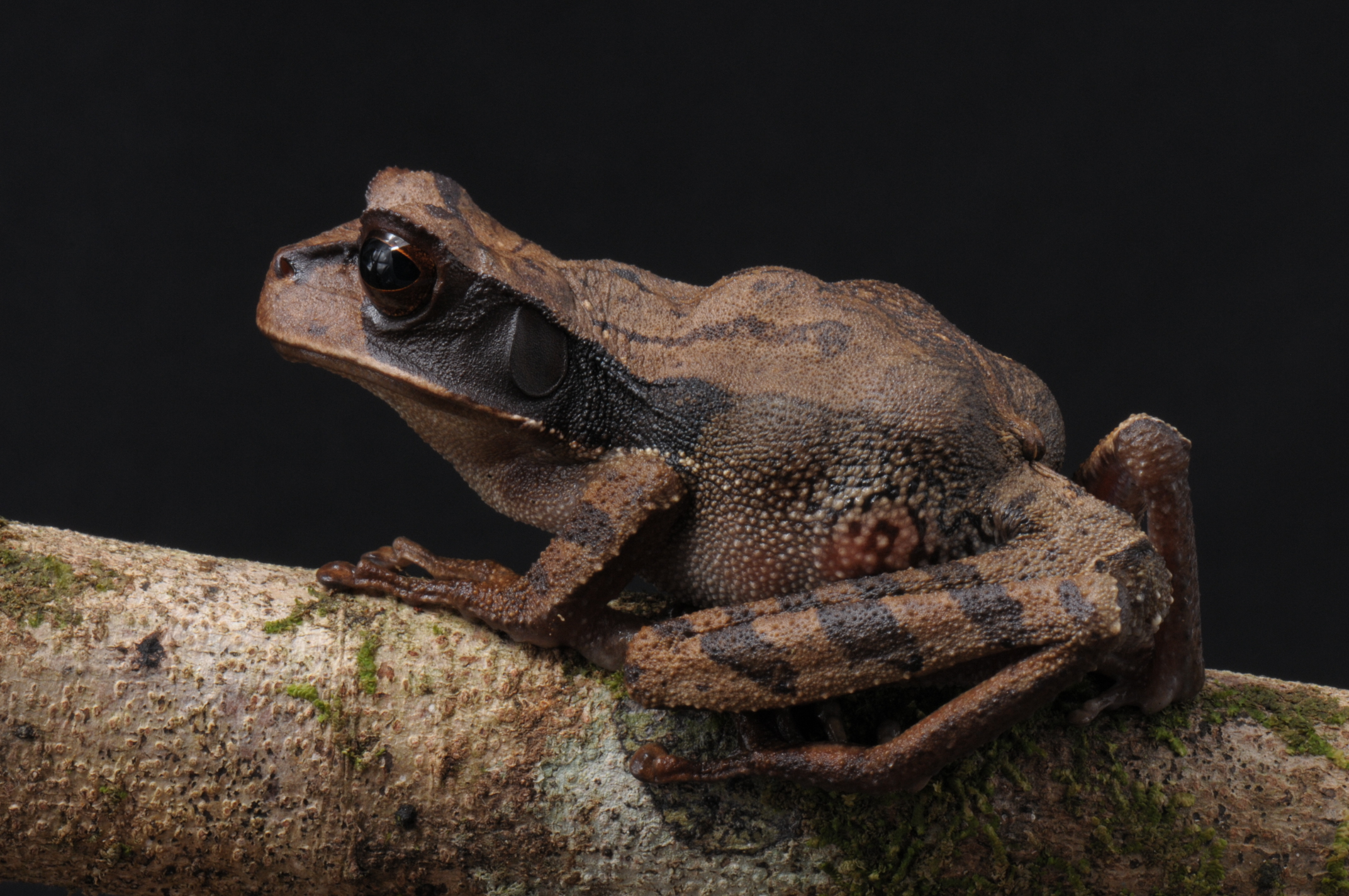
Gastrotheca recava